# Convocazioni al campionato europeo di pallanuoto maschile 2018
Elenco dei giocatori convocati da ciascuna Nazionale partecipante al Campionato europeo di pallanuoto maschile 2018.
 Germania
Commissario tecnico: 
| N° | Nome                   | Ruolo | Data di nascita         | Squadra             |
| -- | ---------------------- | ----- | ----------------------- | ------------------- |
| 1  | Jerome Moritz Schenkel |       | 9 giugno 1979 (35 anni) | Germania (bandiera) |
| 2  | Ben Reibel             |       | 9 giugno 1979 (35 anni) | Germania (bandiera) |
| 3  | Timo Van Der Bosch     |       | 9 giugno 1979 (35 anni) | Germania (bandiera) |
| 4  | Julian Real            |       | 9 giugno 1979 (35 anni) | Germania (bandiera) |
| 5  | Tobias Preuss          |       | 9 giugno 1979 (35 anni) | Germania (bandiera) |
| 6  | Maurice Juengling      |       | 9 giugno 1979 (35 anni) | Germania (bandiera) |
| 7  | Reiko Zech             |       | 9 giugno 1979 (35 anni) | Germania (bandiera) |
| 8  | Hannes Schulz          |       | 9 giugno 1979 (35 anni) | Germania (bandiera) |
| 9  | Marko Stamm            |       | 9 giugno 1979 (35 anni) | Germania (bandiera) |
| 10 | Dennis Strelezkij      |       | 9 giugno 1979 (35 anni) | Germania (bandiera) |
| 11 | Marin Restovic         |       | 9 giugno 1979 (35 anni) | Germania (bandiera) |

 Italia
Commissario tecnico: 
| N° | Nome                    | Ruolo | Data di nascita         | Squadra           |
| -- | ----------------------- | ----- | ----------------------- | ----------------- |
| 1  | Marco Del Lungo         |       | 9 giugno 1979 (35 anni) | Italia (bandiera) |
| 2  | Francesco Di Fulvio     |       | 9 giugno 1979 (35 anni) | Italia (bandiera) |
| 3  | Guillermo Molina        |       | 9 giugno 1979 (35 anni) | Italia (bandiera) |
| 4  | Pietro Figlioli         |       | 9 giugno 1979 (35 anni) | Italia (bandiera) |
| 5  | Andrea Fondelli         |       | 9 giugno 1979 (35 anni) | Italia (bandiera) |
| 6  | Alessandro Velotto      |       | 9 giugno 1979 (35 anni) | Italia (bandiera) |
| 7  | Vincenzo Renzuto Iodice |       | 9 giugno 1979 (35 anni) | Italia (bandiera) |
| 8  | Valentino Gallo         |       | 9 giugno 1979 (35 anni) | Italia (bandiera) |
| 9  | Nicholas Presciutti     |       | 9 giugno 1979 (35 anni) | Italia (bandiera) |
| 9  | Michaël Bodegas         |       | 9 giugno 1979 (35 anni) | Italia (bandiera) |
| 10 | Gonzalo Echenique       |       | 9 giugno 1979 (35 anni) | Italia (bandiera) |
| 11 | Zeno Bertoli            |       | 9 giugno 1979 (35 anni) | Italia (bandiera) |
| 12 | Gianmarco Nicosia       |       | 9 giugno 1979 (35 anni) | Italia (bandiera) |

 Grecia
Commissario tecnico: 
| N° | Nome                       | Ruolo | Data di nascita         | Squadra           |
| -- | -------------------------- | ----- | ----------------------- | ----------------- |
| 1  | Konstantinos Flegkas       |       | 9 giugno 1979 (35 anni) | Grecia (bandiera) |
| 2  | Konstantinos Genidounias   |       | 9 giugno 1979 (35 anni) | Grecia (bandiera) |
| 3  | Dimitrios Skoumpakis       |       | 9 giugno 1979 (35 anni) | Grecia (bandiera) |
| 4  | Dimitrios Nikolaidis       |       | 9 giugno 1979 (35 anni) | Grecia (bandiera) |
| 5  | Giannīs Fountoulīs         |       | 9 giugno 1979 (35 anni) | Grecia (bandiera) |
| 6  | Marios Kapotsis            |       | 9 giugno 1979 (35 anni) | Grecia (bandiera) |
| 7  | Georgios Dervisis          |       | 9 giugno 1979 (35 anni) | Grecia (bandiera) |
| 8  | Stylianos Argyropoulos     |       | 9 giugno 1979 (35 anni) | Grecia (bandiera) |
| 9  | Konstantinos Mourikis      |       | 9 giugno 1979 (35 anni) | Grecia (bandiera) |
| 10 | Christodoulos Kolomvos     |       | 9 giugno 1979 (35 anni) | Grecia (bandiera) |
| 11 | Alexandros Evgenios Gounas |       | 9 giugno 1979 (35 anni) | Grecia (bandiera) |
| 12 | Angelos Vlhachopoulos      |       | 9 giugno 1979 (35 anni) | Grecia (bandiera) |
| 13 | Emmanouil Zerdevas         |       | 9 giugno 1979 (35 anni) | Grecia (bandiera) |

 Serbia
Commissario tecnico: 
| N° | Nome             | Ruolo | Data di nascita         | Squadra           |
| -- | ---------------- | ----- | ----------------------- | ----------------- |
| 1  | Gojko Pijetlović |       | 9 giugno 1979 (35 anni) | Serbia (bandiera) |